# Glenea fasciata
Glenea fasciata là một loài bọ cánh cứng trong họ Cerambycidae.